# Noid
noid（ノイド）は2004年から金沢(石川県)を中心に活動する日本のバンド。

## メンバー
エイジ : vocal, guitar　
オギー : guitar, chorus　
スズキ : bass, chorus　
ゆっきい : keyboard, glockenspiel　
フカチャン : trombone, trumpet　
さんちゃん : drums, chorus　
ゆーきゃん : lyrics, chorus

## 概要・来歴
セカンドアルバムso are millions of usが第6回CDショップ大賞（2014年）地方賞、甲信越・北陸ブロックに選出された。
イベント Magical Colors Night（MCN）[MCNサイト　https://noidhp.wixsite.com/mcn-]を主催。
2018年からイギリスのTrapped Animal Recordsと日本の＆recordsとの共同リリースとなっている。

## ディスコグラフィー

### アルバム
- the space-elephant arrives at the moon（2009）
- so are millions of us（2013）
- HUBBLE（2017）[特設サイト　https://noidhp.wixsite.com/hubble]
- YAMI／YO／AKE（2023）[特設サイト　https://noidhp.wixsite.com/yami-yo-ake]

### シングル
- ヨルヲアルク（2010）
- city（2014）
- STARS（2015、my letterとのスプリット）
- 80番シアターの閉館（2018）
- moon（2018）
- paradiselost（2019）
- 1983-2020-（2020）
- reverse（2021）
- scroll（2023）